# Just Jahn
Just Georg Jahn (* 29. Juli 1936 in Dresden; † 11. April 2007 in Würzburg) war ein deutscher Ruderer.

## Biografie
Just Jahn gewann beim Deutschen Meisterschaftsrudern 1958 im Einer sowie im Doppelzweier mit Heinz Becher die Silbermedaille. 1959 folgte für Jahn und Becher erneut Silber und Deutschen Meisterschaftsrudern 1960 gewann das Duo Bronze und sollte Deutschland bei den Olympischen Sommerspielen 1960 in Rom vertreten. Jedoch konnte Jahn wegen eines Kallus nicht an den Start gehen. Für ihn trat Günter Schroers, der als Ersatzmann für den Vierer mit nach Rom gereist war, in der Doppelzweier-Regatta an.
1964 wurde Jahn Geschäftsführer des mittelständischen Unternehmens Weigang Group. 